# Ourapteryx costistrigaria
Ourapteryx costistrigaria är en fjärilsart som beskrevs av John Henry Leech 1897. Ourapteryx costistrigaria ingår i släktet Ourapteryx och familjen mätare. Inga underarter finns listade i Catalogue of Life.